# Бай Явэнь
Бай Явэ́нь (кит. упр. 白雅雯, пиньинь Bái Yǎwén, р.9 сентября 1998) — китайская гимнастка, призёрка чемпионатов мира, чемпионка Азиатских игр.
Родилась в 1998 году в Наньнине. В 2014 году завоевала две серебряные медали чемпионата мира и золотую медаль Азиатских игр.